# غرومان إف 4 إف ويلدكات
غرومان إف 4 إف وايدكات (بالإنجليزية: F4F Wildcat) ، هي طائرة عسكرية أمريكية استعملت في حرب المحيط الهادئ ضد الإمبراطورية اليابانية، سلمت الحكومة الأمريكية للقوات الجوية البريطانية سنة 1940 ، وهذه تعد من أشهر الطائرات الحربية في تاريخ الولايات المتحدة.

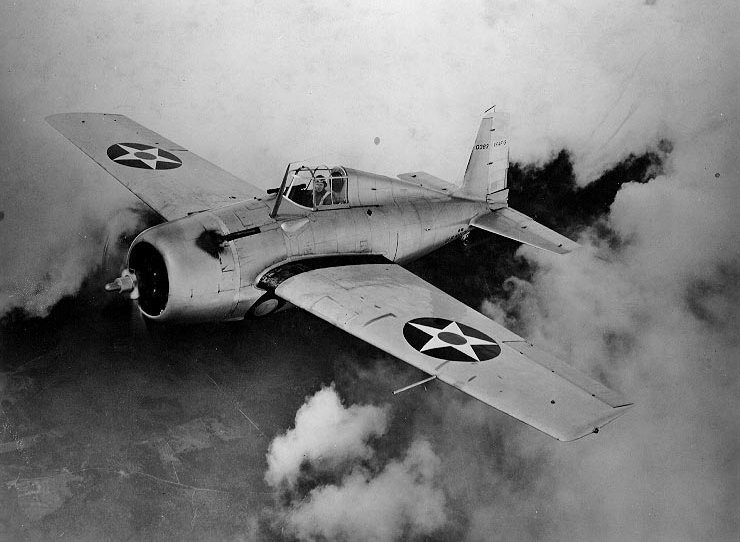
The XF4F-3 in 1939. It was written off in a fatal accident 16 December 1940.

## استعمال
بلجيكا
 فرنسا
 كندا
 المملكة المتحدة
 الولايات المتحدة

## وصلات خارجية
- (1945) AN 01-190FB-1 Pilots Handbook of Flight Operating Instructions Navy Model FM-2 British Model Wildcat VI Airplanes
- Naval Historical Center Wildcat Entry
- History.navy.mil: "Naval aviation news - F4F"
- VectorSite Wildcat Entry
- How Leroy Grumman and Jake Swirbul built a high-flying company from the ground up
- Ghost of the lake نسخة محفوظة 10 فبراير 2009 على موقع واي باك مشين.
- Newsreel footage of FAA pilots being introduced to the Grumman Martlet
- Popular Science, February 1941 color cover of early F4F model
- Pictures from the Grumman Archive